# Ich bin ein Star – Showdown der Dschungel-Legenden
Ich bin ein Star – Showdown der Dschungel-Legenden ist ein Ableger der deutschen Reality-Show Ich bin ein Star – Holt mich hier raus! und wurde vom 16. August bis 1. September 2024 täglich auf RTL ausgestrahlt; auf RTL+ waren die Folgen einen Tag früher verfügbar.
Kandidaten waren dreizehn Prominente, die an vergangenen Staffeln teilgenommen, allerdings nicht gewonnen hatten. Sie bezogen das Dschungelcamp im südafrikanischen Kruger-Nationalpark, wo bereits die 15. Staffel stattgefunden hatte.

## Produktion
Als Vorbild des deutschen Ablegers gilt die britische All-Stars-Staffel, die unter dem Titel I’m a Celebrity… South Africa im Jahr 2023 auf ITV ausgestrahlt wurde. Da es aufgrund der Vorproduktion keine Zuschauerabstimmung gab, mussten die Kandidaten selbst darüber abstimmen, welche Person das Camp verlassen soll. Alternativ entschied auch das Abschneiden in Dschungelprüfungen über den Auszug.
Auch die deutsche All-Stars-Staffel wurde vorproduziert und ist somit – anders als die Hauptshow – nicht tagesaktuell. Die einzelnen Folgen erscheinen zunächst exklusiv auf dem Streamingportal RTL+ und werden einen Tag später im linearen Fernsehen bei RTL ausgestrahlt.

## Teilnehmer

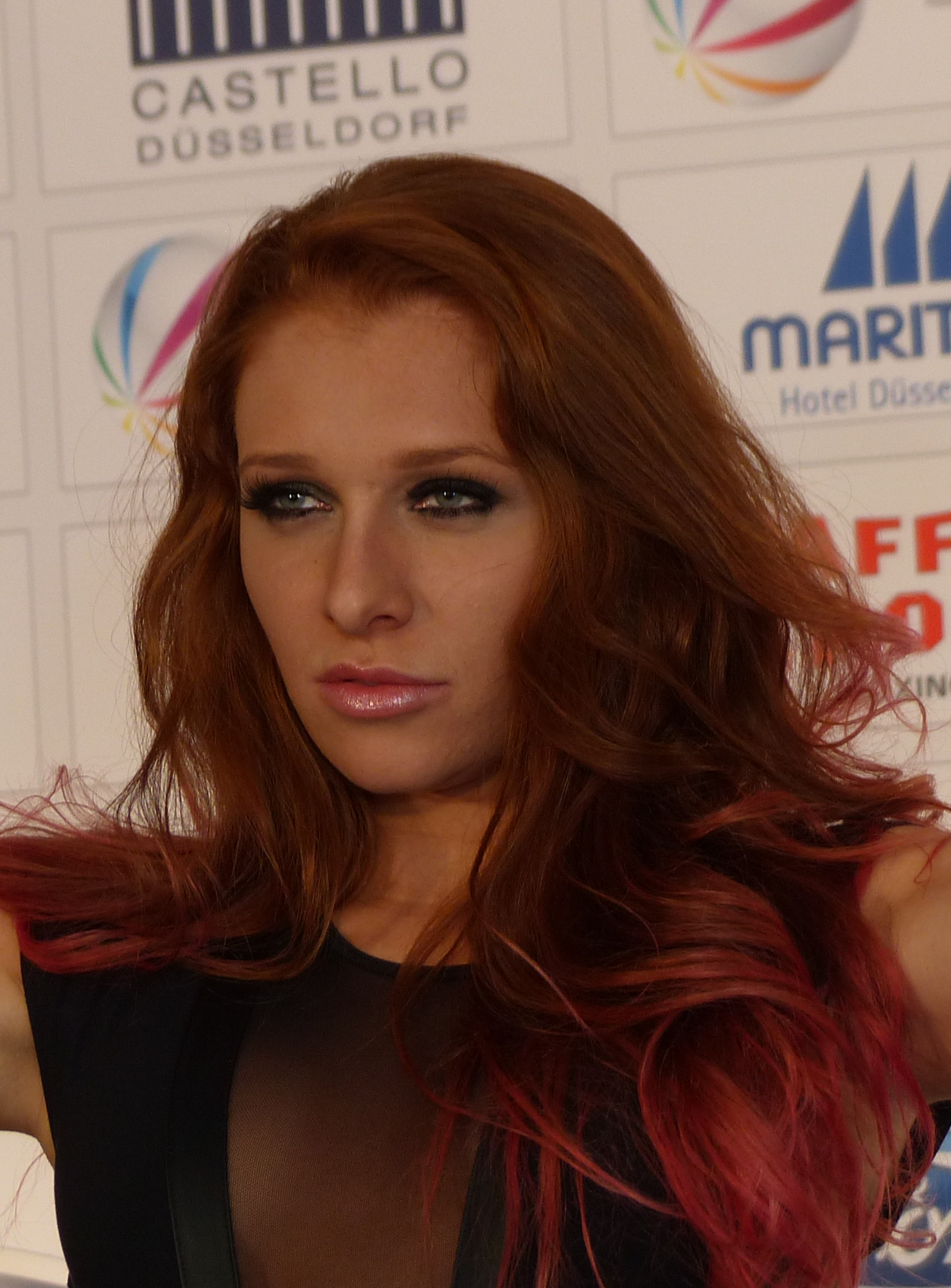
Georgina Fleur: Dschungelkönigin der Legenden-Staffel

Am 13. Mai 2024 gab RTL alle 13 Teilnehmer bekannt:
| Platz | Teilnehmer         | Bekanntheit | Teilnehmer in Staffel       | Auszug in Folge |
| ----- | ------------------ | --- | --------------------------- | --------------- |
| 01    | Georgina Fleur     | Reality-TV-Teilnehmerin u. a. bei Der Bachelor, Promi Big Brother, Kampf der Realitystars, Das Sommerhaus der Stars und The 50 | Staffel 7 (2013, Platz 6)   | Finale          |
| 02    | Kader Loth         | Reality-TV-Teilnehmerin u. a. bei Big Brother, Die Alm (Gewinnerin), Die Burg, Wild Girls – Auf High Heels durch Afrika, Kampf der Realitystars, Das Sommerhaus der Stars und Temptation Island VIP                                   | Staffel 11 (2017, Platz 5)  | Finale          |
| 03    | Gigi Birofio       | Reality-TV-Teilnehmer u. a. bei Ex on the Beach, Kampf der Realitystars, Prominent getrennt – Die Villa der Verflossenen, Temptation Island VIP, RTL Turmspringen, Fame Fighting und Das Sommerhaus der Stars                         | Staffel 16 (2023, Platz 2)  | Finale          |
| 04    | Mola Adebisi       | ehemaliger VIVA-Moderator, Reality-TV-Teilnehmer bei Das Sommerhaus der Stars | Staffel 8 (2014, Platz 8)   | Finale          |
| 04    | Sarah Knappik      | Reality-TV-Teilnehmerin u. a. bei Germany’s Next Topmodel, Wild Girls – Auf High Heels durch Afrika, Promi Big Brother, Like Me – I’m Famous und Kampf der Realitystars                                                               | Staffel 5 (2011, Platz 8)   | Finale          |
| 06    | Daniela Büchner    | ehemalige Darstellerin bei Goodbye Deutschland! Die Auswanderer, Reality-TV-Teilnehmerin u. a. bei Das Sommerhaus der Stars, Promi Big Brother, Das große Promi-Büßen, The 50 und Reality Queens – Auf High Heels durch den Dschungel | Staffel 14 (2020, Platz 3)  | Folge 16        |
| 07    | Elena Miras 1      | Reality-TV-Teilnehmerin u. a. bei Love Island (Gewinnerin), Promis unter Palmen, RTL Wasserspiele, Das große Promi-Büßen, Das Sommerhaus der Stars (Gewinnerin) und Kampf der Realitystars (Gewinnerin)                               | Staffel 14 (2020, Platz 6)  | Folge 14        |
| 08    | Eric Stehfest      | Schauspieler, Autor, ehemaliger Darsteller bei Gute Zeiten, schlechte Zeiten, Reality-TV-Teilnehmer u. a. bei Let’s Dance und Das Sommerhaus der Stars                                                                                | Staffel 15 (2022, Platz 2)  | Folge 14        |
| 09    | Thorsten Legat     | Fußballtrainer, ehemaliger Profispieler und Reality-TV-Teilnehmer u. a. bei Das Sommerhaus der Stars, Schlag den Star, RTL Turmspringen und The 50                                                                                    | Staffel 10 (2016, Platz 3)  | Folge 13        |
| 10    | Giulia Siegel      | Schauspielerin, DJane, Reality-TV-Teilnehmerin u. a. bei Das Sommerhaus der Stars, Temptation Island VIP, Promis unter Palmen (Gewinnerin), Kampf der Realitystars und The 50                                                         | Staffel 4 (2009, Platz 5)   | Folge 11        |
| 11    | Winfried Glatzeder | Schauspieler | Staffel 8 (2014, Platz 5)   | Folge 8         |
| 12    | Hanka Rackwitz 2   | Reality-TV-Teilnehmerin u. a. bei Mieten, kaufen, wohnen und Big Brother | Staffel 11 (2017, Platz 2)  | Folge 7         |
| 13    | David Ortega       | ehemaliger Laiendarsteller bei Köln 50667, Reality-TV-Teilnehmer u. a. bei Big Brother und Deutschland sucht den Superstar | Staffel 10 (2016, Platz 10) | Folge 2         |

## Dschungelprüfungen bzw. -duelle
| Dschungelprüfungen der Legenden-Staffel | Dschungelprüfungen der Legenden-Staffel | Dschungelprüfungen der Legenden-Staffel | Dschungelprüfungen der Legenden-Staffel | Dschungelprüfungen der Legenden-Staffel | Dschungelprüfungen der Legenden-Staffel |
| Folge                                   | Kandidat(en) | Kandidat(en) | Kandidat(en) | Prüfung                                 | Erspielte Rationen (Sterne) |
| --------------------------------------- | --- | --- | --- | --------------------------------------- | --- |
| 01                                      | Mola Adebisi Daniela Büchner Georgina Fleur Thorsten Legat David Ortega Hanka Rackwitz                                                                                      | Mola Adebisi Daniela Büchner Georgina Fleur Thorsten Legat David Ortega Hanka Rackwitz                                                                                      | Mola Adebisi Daniela Büchner Georgina Fleur Thorsten Legat David Ortega Hanka Rackwitz                                                                                      | „Zipline ins Camp“                      | · (Legat) |
| 01                                      | Gigi Birofio Winfried Glatzeder Sarah Knappik Kader Loth Giulia Siegel Eric Stehfest                                                                                        | Gigi Birofio Winfried Glatzeder Sarah Knappik Kader Loth Giulia Siegel Eric Stehfest                                                                                        | Gigi Birofio Winfried Glatzeder Sarah Knappik Kader Loth Giulia Siegel Eric Stehfest                                                                                        | „Dschungel-Express“                     | · (Glatzeder & Loth , · Birofio & Siegel , · Knappik & Stehfest ) |
| 01                                      | Mola Adebisi Gigi Birofio Daniela Büchner Georgina Fleur Winfried Glatzeder Sarah Knappik Thorsten Legat Kader Loth David Ortega Hanka Rackwitz Giulia Siegel Eric Stehfest | Mola Adebisi Gigi Birofio Daniela Büchner Georgina Fleur Winfried Glatzeder Sarah Knappik Thorsten Legat Kader Loth David Ortega Hanka Rackwitz Giulia Siegel Eric Stehfest | Mola Adebisi Gigi Birofio Daniela Büchner Georgina Fleur Winfried Glatzeder Sarah Knappik Thorsten Legat Kader Loth David Ortega Hanka Rackwitz Giulia Siegel Eric Stehfest | „Let's Kredenz“                         | · (Birofio & Knappik , · Legat & Siegel , · Loth & Ortega , · Fleur & Glatzeder , · Adebisi & Büchner , · Rackwitz & Stehfest )                                       |
| 02                                      | Eric Stehfest | Eric Stehfest | Eric Stehfest | „Spiel mir das Leid vom Boot“           | Sternsymbol · Sternsymbol · Sternsymbol · Sternsymbol · Sternsymbol · Sternsymbol · Sternsymbol · Sternsymbol · Sternsymbol · Sternsymbol · Sternsymbol · Sternsymbol |
| 03                                      | Daniela Büchner Georgina Fleur | Daniela Büchner Georgina Fleur | Daniela Büchner Georgina Fleur | „RTL Kompoststation“                    | Sternsymbol · Sternsymbol · Sternsymbol · Sternsymbol · Sternsymbol · Sternsymbol · Sternsymbol · Sternsymbol · Sternsymbol · Sternsymbol · Sternsymbol               |
| 04                                      | Gigi Birofio | Gigi Birofio | Gigi Birofio | „Tante-Dilemma-Laden“                   | Sternsymbol · Sternsymbol · Sternsymbol · Sternsymbol · Sternsymbol · Sternsymbol · Sternsymbol · Sternsymbol · Sternsymbol · Sternsymbol · Sternsymbol · Sternsymbol |
| 05                                      | Thorsten Legat Elena Miras | Thorsten Legat Elena Miras | Thorsten Legat Elena Miras | „Verzweifelswand“                       | Sternsymbol · Sternsymbol · Sternsymbol · Sternsymbol · Sternsymbol · Sternsymbol · Sternsymbol · Sternsymbol · Sternsymbol · Sternsymbol · Sternsymbol · Sternsymbol |
| 06                                      | Mola Adebisi Giulia Siegel | Mola Adebisi Giulia Siegel | Mola Adebisi Giulia Siegel | „Fluss mit lustig“                      | Sternsymbol · Sternsymbol · Sternsymbol · Sternsymbol · Sternsymbol · Sternsymbol · Sternsymbol · Sternsymbol · Sternsymbol · Sternsymbol · Sternsymbol · Sternsymbol |
| 07                                      | Gigi Birofio Thorsten Legat Kader Loth | Gigi Birofio Thorsten Legat Kader Loth | Gigi Birofio Thorsten Legat Kader Loth | „Der große Preis von Mpumalanga“        | Sternsymbol · Sternsymbol · Sternsymbol · Sternsymbol · Sternsymbol · Sternsymbol · Sternsymbol · Sternsymbol · Sternsymbol · Sternsymbol · Sternsymbol               |
| 08                                      | Gigi Birofio Eric Stehfest | Gigi Birofio Eric Stehfest | Gigi Birofio Eric Stehfest | „Der große Wurf von Mpumaplanka“        | Sternsymbol · Sternsymbol · Sternsymbol · Sternsymbol · Sternsymbol · Sternsymbol · Sternsymbol · Sternsymbol · Sternsymbol · Sternsymbol · Sternsymbol               |
| 09                                      | Sarah Knappik Elena Miras | Sarah Knappik Elena Miras | Sarah Knappik Elena Miras | „Spieleparafies“                        | Sternsymbol · Sternsymbol · Sternsymbol · Sternsymbol · Sternsymbol · Sternsymbol · Sternsymbol · Sternsymbol · Sternsymbol · Sternsymbol                             |
| 10                                      | Gigi Birofio Daniela Büchner Thorsten Legat Giulia Siegel Eric Stehfest | Gigi Birofio Daniela Büchner Thorsten Legat Giulia Siegel Eric Stehfest | Gigi Birofio Daniela Büchner Thorsten Legat Giulia Siegel Eric Stehfest | „Das Strafgericht“                      | · (Birofio , Büchner , · Legat , Siegel , Stehfest ) |
| 11                                      | Georgina Fleur Sarah Knappik Kader Loth | Georgina Fleur Sarah Knappik Kader Loth | Georgina Fleur Sarah Knappik Kader Loth | „Laberinth des Schreckens“              | · (Fleur , Loth ) |
| 12                                      | Thorsten Legat | Thorsten Legat | Thorsten Legat | „Grauen-Knast“                          | Sternsymbol · Sternsymbol · Sternsymbol · Sternsymbol · Sternsymbol · Sternsymbol · Sternsymbol · Sternsymbol · Sternsymbol                                           |
| 13                                      | Mola Adebisi Eric Stehfest | Gigi Birofio Thorsten Legat | | „Schlimming Pool“                       | Sternsymbol · Sternsymbol · Sternsymbol · Sternsymbol · Sternsymbol · Sternsymbol · Sternsymbol · Sternsymbol · Sternsymbol                                           |
| 14                                      | Georgina Fleur | Elena Miras | „Alles was quält“ | · (Prüfung von Miras nicht angetreten)  | |
| 15                                      | Mola Adebisi Gigi Birofio Daniela Büchner Georgina Fleur Sarah Knappik Kader Loth                                                                                           | Mola Adebisi Gigi Birofio Daniela Büchner Georgina Fleur Sarah Knappik Kader Loth                                                                                           | Mola Adebisi Gigi Birofio Daniela Büchner Georgina Fleur Sarah Knappik Kader Loth                                                                                           | „Creek der Sterne“                      | · (Knappik ist aufgrund gesundheitlicher Probleme nicht angetreten)                                                                                                   |
| 16                                      | Gigi Birofio | Daniela Büchner | Georgina Fleur | „Wissen macht AAAH!“                    | - (Es konnten keine Sterne erspielt werden.) |
| Finale                                  | Georgina Fleur | Gigi Birofio | Kader Loth | „Alles eine Plage der Zeit“             | - (Es konnten keine Sterne erspielt werden.) |
| Finale                                  | Georgina Fleur | Kader Loth | | „Prominent geschlemmt“                  | · (Fleur , Loth ) |

| Legende | Legende                                           |
| ------- | ------------------------------------------------- |
|         | Die Teilnehmer haben das Dschungelduell gewonnen. |
|         | Die Teilnehmer haben das Dschungelduell verloren. |

## Schatzsuche
Die Kandidaten gehen in der Regel zu zweit auf Schatzsuche und lösen eine Aufgabe. Bei Erfolg bringen sie meistens eine Schatztruhe ins Camp. Dort wird die Truhe geöffnet, in welcher sich eine Quizfrage mit zwei Antwortmöglichkeiten befindet. Beantworten die Kandidaten die Aufgabe richtig, gibt es einen Gewinn wie beispielsweise Süßigkeiten oder Gewürze; antworten sie falsch, gibt es nichts oder einen nutzlosen Trostpreis. Seltener gibt es nach dem Lösen der Aufgabe einen Sofortgewinn.
| Schatzsuche der Legenden-Staffel | Schatzsuche der Legenden-Staffel       | Schatzsuche der Legenden-Staffel            | Schatzsuche der Legenden-Staffel                                       | Schatzsuche der Legenden-Staffel |
| Folge                            | Kandidaten                             | Aufgabe                                     | Frage und Antwortmöglichkeiten                                         | Gewinn/Trostpreis                |
| -------------------------------- | -------------------------------------- | ------------------------------------------- | ---------------------------------------------------------------------- | -------------------------------- |
| 05                               | Mola Adebisi Kader Loth                | „Rute raus und losgeangelt!“                | Wie viele Minuten hat eine Woche? A: 10.080 B: 14.560                  | nichts                           |
| 10                               | Georgina Fleur Thorsten Legat          | „Schlüsselloch“                             | Wie viele Ecken hat ein Stoppschild? A: 6 B: 8                         | 3 Muffins                        |
| 13                               | Daniela Büchner Kader Loth             | „Im Gleichschritt und mit erhobenem Haupte“ | Wer war der erste Dschungelkönig? A: Costa Cordalis B: Evelyn Burdecki | Chips                            |
| 15                               | Gigi Birofio Sarah Knappik             | „Spinnen-Schiff“                            | nicht bis zur Frage geschafft                                          | nichts                           |
| Finale                           | Gigi Birofio Georgina Fleur Kader Loth | „Dschungel-Casino“                          | keine Frage                                                            | Beauty-Artikel                   |

| Legende     | Legende                                                                          |
| ----------- | -------------------------------------------------------------------------------- |
|             | Die Teilnehmer haben die Aufgabe gelöst oder die Frage richtig beantwortet.      |
|             | Die Teilnehmer haben die Aufgabe nicht gelöst oder die Frage falsch beantwortet. |
| Fettschrift | von den Teilnehmern ausgewählte Antwort                                          |

## Nominierung
|                      | Runde 1 Tag 2            | Runde 2 Tag 8                | Runde 3 Tag 11               | Runde 4 Tag 13               | Runde 5 Tag 14               | Runde 6 Tag 16               | Runde 7 Tag 17               | Finale Tag 17                | Finale Tag 17                |
| -------------------- | ------------------------ | ---------------------------- | ---------------------------- | ---------------------------- | ---------------------------- | ---------------------------- | ---------------------------- | ---------------------------- | ---------------------------- |
| Georgina             | Winfried                 | Winfried                     | Gigi                         | keine Nominierung            | Elena                        | keine Nominierung            | Sarah Mola                   | Gewinnerin                   | Gewinnerin                   |
| Kader                | David                    | Giulia                       | Giulia                       | keine Nominierung            | Enthaltung                   | keine Nominierung            | Mola Sarah                   | Zweitplatzierte              | Zweitplatzierte              |
| Gigi                 | David                    | Winfried                     | nominiert                    | nominiert                    | Georgina                     | keine Nominierung            | Sarah Mola                   | Drittplatzierter             | Drittplatzierter             |
| Mola                 | David                    | Winfried                     | Giulia                       | Thorsten                     | Enthaltung                   | keine Nominierung            | Sarah Kader                  | rausgewählt an Tag 17        | rausgewählt an Tag 17        |
| Sarah                | David                    | Winfried                     | Giulia                       | keine Nominierung            | Enthaltung                   | keine Nominierung            | Mola Georgina                | rausgewählt an Tag 17        | rausgewählt an Tag 17        |
| Daniela              | David                    | Giulia                       | Giulia                       | keine Nominierung            | Eric                         | keine Nominierung            | ausgeschieden an Tag 16      | ausgeschieden an Tag 16      | ausgeschieden an Tag 16      |
| Elena                | nicht im Camp            | Giulia                       | Giulia                       | keine Nominierung            | Eric                         | ausgeschieden an Tag 14      | ausgeschieden an Tag 14      | ausgeschieden an Tag 14      | ausgeschieden an Tag 14      |
| Eric                 | Georgina                 | Gigi                         | Giulia                       | Thorsten                     | Enthaltung                   | rausgewählt an Tag 14        | rausgewählt an Tag 14        | rausgewählt an Tag 14        | rausgewählt an Tag 14        |
| Thorsten             | David                    | Giulia                       | Giulia                       | nominiert                    | rausgewählt an Tag 13        | rausgewählt an Tag 13        | rausgewählt an Tag 13        | rausgewählt an Tag 13        | rausgewählt an Tag 13        |
| Giulia               | Kader                    | Winfried                     | nominiert                    | rausgewählt an Tag 11        | rausgewählt an Tag 11        | rausgewählt an Tag 11        | rausgewählt an Tag 11        | rausgewählt an Tag 11        | rausgewählt an Tag 11        |
| Winfried             | David                    | Thorsten                     | rausgewählt an Tag 8         | rausgewählt an Tag 8         | rausgewählt an Tag 8         | rausgewählt an Tag 8         | rausgewählt an Tag 8         | rausgewählt an Tag 8         | rausgewählt an Tag 8         |
| Hanka                | Georgina                 | freiwilliger Auszug an Tag 7 | freiwilliger Auszug an Tag 7 | freiwilliger Auszug an Tag 7 | freiwilliger Auszug an Tag 7 | freiwilliger Auszug an Tag 7 | freiwilliger Auszug an Tag 7 | freiwilliger Auszug an Tag 7 | freiwilliger Auszug an Tag 7 |
| David                | Winfried                 | rausgewählt an Tag 2         | rausgewählt an Tag 2         | rausgewählt an Tag 2         | rausgewählt an Tag 2         | rausgewählt an Tag 2         | rausgewählt an Tag 2         | rausgewählt an Tag 2         | rausgewählt an Tag 2         |
|                      | Runde 1 Tag 2            | Runde 2 Tag 8                | Runde 3 Tag 11               | Runde 4 Tag 13               | Runde 5 Tag 14               | Runde 6 Tag 16               | Runde 7 Tag 17               | Finale Tag 17                | Finale Tag 17                |
| Freiwilliger Auszug  |                          | Hanka                        |                              |                              |                              |                              |                              |                              |                              |
| Nominierungs- schutz |                          |                              |                              |                              |                              |                              | Gigi                         |                              |                              |
| Nominiert            |                          |                              | Gigi Giulia 2                | Gigi Thorsten 3              |                              |                              | Georgina Kader Mola Sarah    |                              |                              |
| Rauswahl             | David (7 von 12 Stimmen) | Winfried (5 von 11 Stimmen)  | Giulia (7 von 8 Stimmen)     | Thorsten (2 von 2 Stimmen)   | Eric (2 von 8 Stimmen)       | Daniela (Duell verloren)     | Sarah (4 von 5 Stimmen)      | Gigi (Duell verloren)        | Kader (Duell verloren)       |
| Rauswahl             | David (7 von 12 Stimmen) | Winfried (5 von 11 Stimmen)  | Giulia (7 von 8 Stimmen)     | Thorsten (2 von 2 Stimmen)   | Elena (Duell verloren)       | Daniela (Duell verloren)     | Mola (4 von 5 Stimmen)       | Georgina                     | Georgina                     |

## Einschaltquoten
| Folge              | Erstausstrahlung (2024) | Zuschauerzahl | Marktanteil | Zuschauerzahl | Marktanteil   | Quelle        |
| Folge              | Erstausstrahlung (2024) | ab 3 Jahren   | ab 3 Jahren | 14–49-Jährige | 14–49-Jährige | Quelle        |
| ------------------ | ----------------------- | ------------- | ----------- | ------------- | ------------- | ------------- |
| 01                 | Fr, 16. August 2024     | 2,21 Mio.     | 12,1 %      | 0,83 Mio.     | 21,6 %        | [ Quoten 1 ]  |
| 02                 | Sa, 17. August 2024     | 1,88 Mio.     | 9,3 %       | 0,66 Mio.     | 18,4 %        | [ Quoten 2 ]  |
| 03                 | So, 18. August 2024     | 2,44 Mio.     | 10,1 %      | 0,91 Mio.     | 18,9 %        | [ Quoten 3 ]  |
| 04                 | Mo, 19. August 2024     | 2,38 Mio.     | 10,7 %      | 0,92 Mio.     | 21,8 %        | [ Quoten 4 ]  |
| 05                 | Di, 20. August 2024     | 2,22 Mio.     | 10,8 %      | 0,74 Mio.     | 20,5 %        | [ Quoten 5 ]  |
| 06                 | Mi, 21. August 2024     | 2,25 Mio.     | 10,4 %      | 0,73 Mio.     | 18,0 %        | [ Quoten 6 ]  |
| 07                 | Do, 22. August 2024     | 2,32 Mio.     | 11,0 %      | 0,74 Mio.     | 19,1 %        | [ Quoten 7 ]  |
| 08                 | Fr, 23. August 2024     | 2,33 Mio.     | 11,7 %      | 0,78 Mio.     | 18,4 %        | [ Quoten 8 ]  |
| 09                 | Sa, 24. August 2024     | 1,68 Mio.     | 8,9 %       | 0,52 Mio.     | 15,1 %        | [ Quoten 9 ]  |
| 10                 | So, 25. August 2024     | 2,50 Mio.     | 10,4 %      | 0,97 Mio.     | 19,4 %        | [ Quoten 10 ] |
| 11                 | Mo, 26. August 2024     | 2,47 Mio.     | 11,3 %      | 0,77 Mio.     | 18,4 %        | [ Quoten 11 ] |
| 12                 | Di, 27. August 2024     | 2,53 Mio.     | 11,6 %      | 0,91 Mio.     | 20,9 %        | [ Quoten 12 ] |
| 13                 | Mi, 28. August 2024     | 2,48 Mio.     | 12,1 %      | 0,90 Mio.     | 21,3 %        | [ Quoten 13 ] |
| 14                 | Do, 29. August 2024     | 2,52 Mio.     | 12,2 %      | 0,98 Mio.     | 23,8 %        | [ Quoten 14 ] |
| 15                 | Fr, 30. August 2024     | 2,42 Mio.     | 11,9 %      | 0,84 Mio.     | 21,9 %        | [ Quoten 15 ] |
| 16                 | Sa, 31. August 2024     | 2,25 Mio.     | 11,4 %      | 0,74 Mio.     | 18,7 %        | [ Quoten 16 ] |
| Anmerkungen: 1. 2. |                         |               |             |               |               |               |

## Zusätzliche Sendungen im TV und Web
- Ich bin ein Star – Die legendäre Stunde danach mit Angela Finger-Erben und Olivia Jones (RTL)
- Der Podcast Ich bin ein Star – Showdown der Dschungel-Legenden mit Inken Wriedt und Maribel de la Flor (RTL+)